# Saint-Félicien, Ardèche

Saint-Félicien este o comună în departamentul Ardèche din sud-estul Franței. În 1 ianuarie 2022 avea o populație de 1.114 de locuitori.